# Isaïe Horowitz
Pour les articles homonymes, voir Horowitz.
Isaiah Horowitz (hébreu : ישעיה בן אברהם הלוי הורוויץ Yichayahou ben Avraham Halévy Horowitz), né vers 1565 à Prague et mort le 24 mars 1630 à Tibériade, également connu sous le nom de Shelah HaKaddosh ou Chlah HaKaddoch (השל"ה הקדוש « le saint Shelah ») d'après le titre de son œuvre la plus connue, est un rabbin et mystique de premier plan.

## Biographie
Isaïe Horowitz naît à Prague vers 1565. Son premier professeur est son père, Avraham ben Shabtai Sheftel Horowitz, savant et auteur notable et disciple de Moïse Isserles.
Horowitz étudie sous le tutorat de Meir Lublin et de Jacob Joshua Falk. Il épouse Chaya, fille d'Abraham Moul, de Vienne, un philanthrope riche et actif, soutenant l'étude de la Torah, en particulier à Jérusalem. 
En 1590, à Lublin, il participe à une réunion du Conseil des Quatre Pays, et sa signature figure sur un décret qui condamne l'achat de postes rabbiniques.
En 1602, Isaïe Horowitz est nommé Av Beth Din en Autriche, et en 1606 il est nommé rabbin de Francfort. En 1614, après avoir servi comme rabbin dans de grandes villes d'Europe, il part à la suite du soulèvement de Fettmilch et assume le poste prestigieux de grand rabbin de Prague.
En 1621, après la mort de sa femme, il s'installe en Israël, est nommé rabbin de la communauté ashkénaze de Jérusalem et épouse Hava, fille d'Eleazar. En 1625, il est enlevé et emprisonné, avec 15 autres rabbins et savants juifs, par le Pacha (Ibn Faruh) et détenu contre rançon. Après 1626, Horowitz déménage à Safed, autrefois centre de la Kabbale, et meurt à Tibériade le 24 mars 1630 (11 Nisan 5390 d'après le calendrier hébreu).
Dans ses nombreuses œuvres kabbalistiques, homilétiques et halakhiques, il souligne la joie de chaque action et la manière dont on devrait convertir le mauvais penchant en bien, deux concepts qui influencent la pensée juive jusqu'au XVIIIe siècle et ont grandement influencé le développement du judaïsme hassidique.

## Œuvres
- (he) Shenei Luḥot HaBerit (hébreu : שני לוחות הברית, Les Deux Tables de l'Alliance, abrégé Shelah של"ה), est une compilation encyclopédique du rituel, d'éthique et de mysticisme.

Elle était à l'origine conçue comme une volonté éthique — écrite comme un recueil de la religion juive. La page de titre de la première édition déclare que l'ouvrage est « compilé à partir des deux Torah, écrites et orales, transmises du Sinaï ». Le travail a eu une profonde influence sur la vie juive - notamment, sur le mouvement hassidique précoce, y compris le Baal Shem Tov ; Shneur Zalman de Liadi a été décrit comme un Shelah Yid, et Shelah fait clairement écho dans son œuvre, Tanya. L'ouvrage a été publié pour la première fois en 1648 par son fils, Shabbethai Horowitz, et a souvent été réimprimé.
Il compose la prière spéciale pour le premier jour de Sivan, connue sous le nom de Tefillat HaShlah « la prière du Shelah ».